# Bending Spoons
Bending Spoons S.p.A. è un'azienda italiana sviluppatrice di applicazioni per dispositivi mobili fondata a Copenhagen nel 2013 e con sede a Milano. L'azienda è nota principalmente per lo sviluppo di applicazioni iOS e Android come Splice, 30 Day Fitness, Live Quiz e Remini, e per le acquisizioni in ambito SaaS.
Bending Spoons è uno dei principali sviluppatori di app a livello mondiale, in base al numero di download. A giugno 2020, le sue applicazioni erano state scaricate più di 300 milioni di volte.

## Immuni
Il 17 aprile 2020, il Governo Italiano, in una nota sul proprio sito, ha annunciato di aver affidato a Bending Spoons il design e lo sviluppo di Immuni, l'applicazione ufficiale di tracciamento dei contatti per il COVID-19. Bending Spoons ha concesso a titolo gratuito al Governo Italiano una licenza perpetua e irrevocabile su Immuni. L’applicazione è stata rilasciata inizialmente in quattro regioni e poi su scala nazionale il 1º giugno 2020.
L'applicazione non è stata adottata in modo significativo e ha monitorato con successo meno dell'1% del totale dei casi positivi confermati segnalati durante il periodo in cui è stata attiva. Le ragioni più comunemente citate per il mancato utilizzo dell'applicazione sono state la mancanza di efficacia percepita e i principali problemi tecnici.
Immuni è stata disattivata il 31 dicembre 2022.

## Acquisizioni

### 2022
- Nel settembre 2022, Bending Spoons ha acquisito FiLMiC[7] e ha convertito la sua app di videoregistrazione FiLMiC Pro in un modello di abbonamento[8]. Nel dicembre 2023, il team originario di FiLMiC è stato licenziato e lo sviluppo di FiLMiC Pro è proseguito internamente a Bending Spoons[9].
- Nel novembre 2022, Bending Spoons ha accettato di acquisire Evernote[10]. L'acquisizione si è conclusa nel gennaio 2023[11]. Nel luglio 2023, Evernote ha licenziato tutto il personale esistente e ha annunciato che si sarebbe trasferita in Europa per essere più vicina alla sede di Bending Spoons[12].

### 2024
- A gennaio ha acquisito da IAC Inc. gli asset di Mosaic Group, uno sviluppatore di applicazioni mobili con sede a New York City; successivamente, l'intera forza lavoro di Mosaic, composta da 330 persone, è stata licenziata, in quanto non faceva parte dell'acquisizione[13].
- Sempre a gennaio, Bending Spoons ha acquisito Meetup, una piattaforma di social media per l'organizzazione di attività di persona e virtuali[14][15].
- Ad aprile, la società ha annunciato che avrebbe acquisito il servizio di live streaming StreamYard dalla società americana Hopin[16].
- A luglio la società ha annunciato di aver acquisito la piattaforma di editoria digitale Issuu[17].
- Sempre a luglio, la società ha accettato di acquisire il servizio olandese di trasferimento di file WeTransfer, per poi annunciare a settembre il licenziamento del 75% della forza lavoro della società[18][19].
- A novembre, la società ha accettato di acquisire la piattaforma video Brightcove per 233 milioni di dollari[20].

### 2025
- Nel marzo 2025, Bending Spoons ha acquisito Komoot[21] e immediatamente lasciato a casa l'80% degli impiegati[22].

## Riconoscimenti
- 2019, 2020: Primo Classificato, Best Workplaces™ (50-149 dipendenti) in Italia[23][24]
- 2022: Secondo Classificato, Best Workplaces™ (150–499 employees) in Italia[25]
- 2019: Primo Classificato, Best Workplaces™ per le Donne in Italia[26]
- 2019, 2020, 2021: Winner, Best Workplaces™ for Millennials in Italy[27]
- 2019: Secondo Classificato, Best Workplaces™ per l'Innovazione in Italia[28]